# .308×1.5" Barnes
O .308×1.5-inch Barnes é um "cartucho wildcat" baseado no .308 Winchester (ou no 7,62×51mm NATO). O cartucho é semelhante ao cartucho russo (M43) de 7,62x39mm, embora supere o cartucho soviético em performance. Ele foi projetado por Frank C. Barnes em março de 1961 encurtando o ".308 Winchester" para 1,5 pol. (38 mm) e dando a ele um ângulo de ombro de 20° (α=40°) semelhante ao do cartucho original.

## Histórico
Os primeiros rifles encomendados para o trabalho de desenvolvimento de Barnes para o cartucho .308×1.5-inch Barnes foram um modelo Mauser Sueco m/1896 com estriamento de 1:12 (305 mm) construído por Les Corbet e um "Remington Rolling Block" com taxa de 1:10 (254 mm) de torção construído por P.O. Ackley. Devido aos pesos da bala e ao desempenho do cartucho, a taxa de torção de 1:12 tornou-se o padrão por consenso.

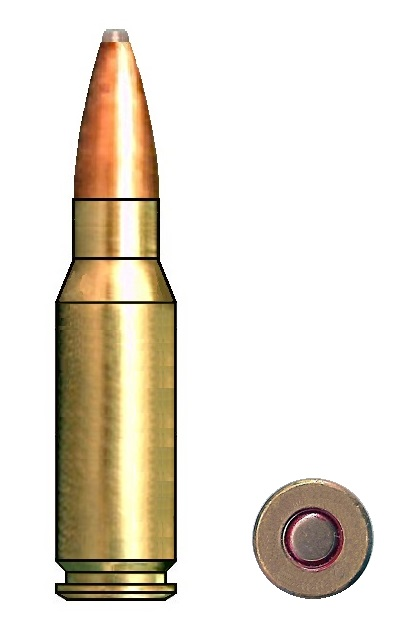
O cartucho .308×1.5-inch Barnes.

## Projeto e cartuchos similares
O legado do cartucho .308×1.5-inch Barnes ficou evidente com a larga utilização de seus "cartuchos pai" para a criação de vários outros cartuchos wildcat. Ele causou uma espécie de "wildcat mania", que fez com que muitos indivíduos estreitassem o cartucho para .224" (5,56 mm), .243" (6 mm), .264" (6,5 mm), .284" (7 mm) e também o alargassem até .338" (8,5 mm) e .375" (9,5 mm). Devido à eficiência e precisão dos cartuchos, muitos desses, como o .22 BR, 6mm BR, 6mm BR Norma, 7 mm BR, e .30 BR tornaram-se cartuchos para "tiro com apoio de bancada"  bastante populares e alguns deles foram adotados pelos principais fabricantes de munições. O .308×1.5-inch Barnes era um dos designs de cartucho "gordo" e curto original, com uma proporção de comprimento por largura de 3,17. Os cartuchos com esse tipo de design ("gordo" e curto) é reconhecido por promover eficiência e consistência entre os tiros.

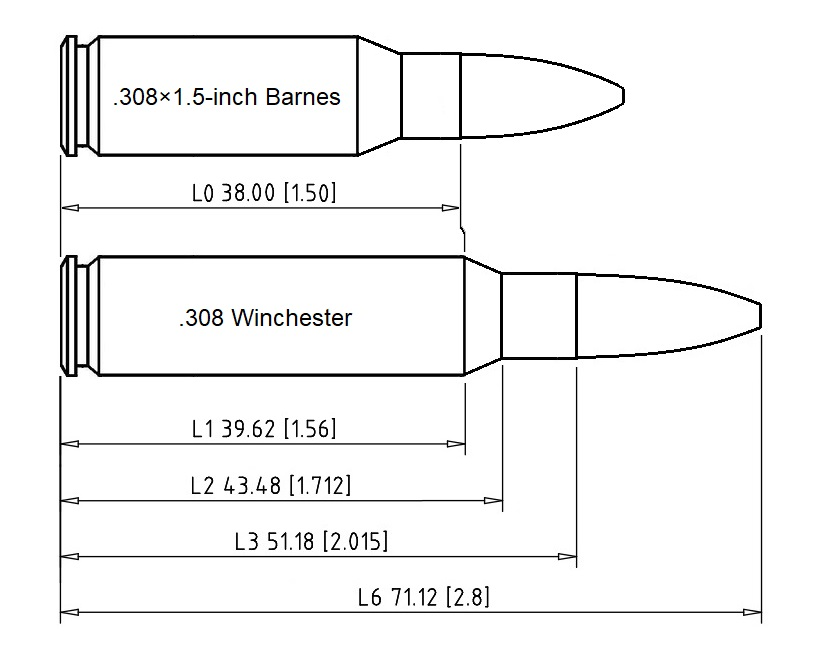
O cartucho .308×1.5-inch Barnes comparado ao .308 Winchester.

O cartucho .308×1.5-inch Barnes é comparável a cartuchos como o 7,62x39mm e o .30-30 Winchester. O cartucho de .308×1.5" é capaz de lançar uma bala de 150 gr (9,7 g) a 2.500 pés/s (760 m/s). Enquanto o .308×1.5-inch Barnes e o 7,62×39 têm comprimento semelhante, o Barnes tem uma circunferência do corpo maior, o que fornece uma maior capacidade propelente que por sua vez contribui para sua vantagem de desempenho. Enquanto o .30-30 Winchester tem cerca de 16% a mais de capacidade em relação ao cartucho Barnes, o .30-30 tem um limite de pressão recomendado pela SAAMI de 42.000 psi (2.900 bar). Por esta razão, a maioria das munições de fábrica .30-30 carregadas com uma bala de 150 gr (9,7 g) atinge meros 2.390 pés/s (730 m/s). Além disso, o cartucho Barnes é capaz de lançar balas mais pesadas do que o 7,62×39 e tem a vantagem de usar balas Spitzer e se encaixa em rifles de ferrolho fortes, enquanto o .30-30 é comumente carregado com balas de ponta ogival ou chata pelo fato de ser ser utilizado em rifles por ação de alavanca com carregadores tubulares.
O .308×1.5-inch Barnes foi projetado como um cartucho de caça de curto alcance para veados de pequeno porte, pequenos predadores, animais daninhos e caça menor em geral. Carregado com balas de 150 gr (9,7 g), é capaz de abater veados de pequeno porte a 150 jardas (140 m). Para caça de predadores e animais daninhos, balas pesando de 90 a 125 gr (5,8 a 8,1 g) são comumente usadas.

## Dimensões

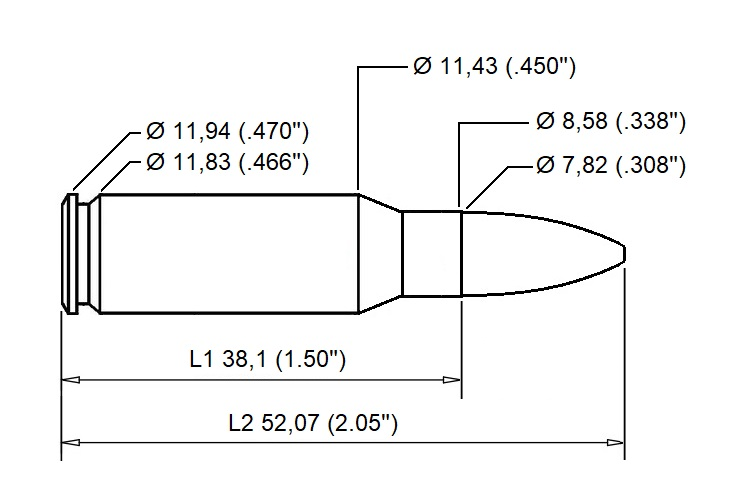